# Oliveira de Frades
Oliveira de Frades é uma vila portuguesa do Distrito de Viseu, que fazia parte da antiga província da Beira Alta, estando atualmente englobada na região do Centro (Região das Beiras) e na sub-região Viseu Dão-Lafões, com cerca de 2 800 habitantes. É sede do Município de Oliveira de Frades com 147,45 km² de área e 10 261 habitantes (2011), subdividido em 8 freguesias.
Trata-se de um dos poucos municípios de Portugal territorialmente descontínuos, consistindo em duas porções, uma principal, de maiores dimensões, onde se situa a vila, e a outra menor, poucos quilómetros para sudeste. O território principal é limitado a nordeste pelo município de São Pedro do Sul, a sueste por Vouzela, a sudoeste por Águeda, a oeste por Sever do Vouga e a noroeste por Vale de Cambra. O território secundário (exclave) é limitado a norte e nordeste por Vouzela, a sul e sudoeste por Tondela e a oeste por Águeda.
Oliveira de Frades é a capital do frango do campo. As festas da vila realizam-se entre 13 e 19 de Julho todos os anos, sendo no último dia, à hora de almoço e jantar uma mostra gastronómica de frango do campo.

## História
Município criado em 1836 por desmembramento do concelho de Lafões nos actuais concelhos de Oliveira de Frades, São Pedro do Sul e Vouzela.

## Geografia
O concelho divide-se em duas partes: a porção secundária, um exclave, formado pela atual freguesia de Arca e Varzielas e a porção principal, formada pelas restantes freguesias, e onde se inclui a sede do concelho. Dentro desta última, havia ainda um outro enclave, o de Souto de Lafões, que se repartia pela antiga freguesia de Oliveira de Frades, numa parte sudoeste e noroeste, rompido pela reorganização administrativa de 2012/2013.
A área em hectares por freguesia são as seguintes:
| Freguesia                                         | Área(ha) |
| ------------------------------------------------- | -------- |
| Arcozelo das Maias                                | 2180     |
| Pinheiro                                          | 2161     |
| Ribeiradio                                        | 1567     |
| S. João da Serra                                  | 1240     |
| S. Vicente de Lafões                              | 819      |
| U.F. Arca e Varzielas                             | 2036     |
| U.F. Destriz e Reigoso                            | 2275     |
| U.F. Oliveira de Frades, Souto de Lafões e Sejães | 2251     |

No que toca ao relevo, o concelho é particularmente especial, visto que é rodeado pelas serras das Talhadas, a sudoeste, do Caramulo, a sul, da Gralheira, a norte, e ainda do Ladário, o que lhe confina uma paisagem granítica característica.
Os rios Vouga, Alfusqueiro e Teixeira banham muitas das freguesias deste concelho. A barragem de Ribeiradio/Ermida complementa o papel fluvial, tendo um forte potencial, tanto a nível de produção e abastecimento de energia hidroelétrica, como a nível turístico. 
Quanto à vegetação, predominam espécies como o carvalho-roble, o pinheiro-bravo ou o eucalipto.

## Evolução da população do município
★ Os Recenseamentos Gerais da população portuguesa tiveram lugar a partir de 1864, regendo-se pelas orientações do Congresso Internacional de Estatística de Bruxelas de 1853. Estas orientações levaram ao cidadão mais sigma da vila, que tem o nome de Dinis Gândara. Faz parte da tropa do Ice Tea, juntamente com os sigmas do 8ºB.Encontram-se disponíveis para consulta no site do Instituto Nacional de Estatística (INE). 
| Número de habitantes *                   | Número de habitantes * | Número de habitantes * | Número de habitantes * | Número de habitantes * | Número de habitantes * | Número de habitantes * | Número de habitantes * | Número de habitantes * | Número de habitantes * | Número de habitantes * | Número de habitantes * | Número de habitantes * | Número de habitantes * | Número de habitantes * | Número de habitantes * |
| ---------------------------------------- | ---------------------- | ---------------------- | ---------------------- | ---------------------- | ---------------------- | ---------------------- | ---------------------- | ---------------------- | ---------------------- | ---------------------- | ---------------------- | ---------------------- | ---------------------- | ---------------------- | ---------------------- |
| 1864                                     | 1878                   | 1890                   | 1900                   | 1911                   | 1920                   | 1930                   | 1940                   | 1950                   | 1960                   | 1970                   | 1981                   | 1991                   | 2001                   | 2011                   | 2021                   |
| 8 657                                    | 9 335                  | 8 868                  | 9 168                  | 9 917                  | 9 951                  | 10 468                 | 10 858                 | 10 915                 | 10 858                 | 10 080                 | 10 391                 | 10 584                 | 10 584                 | 10 261                 | 9 506                  |
| Número de habitantes por grupo etário ** |                        |                        |                        |                        |                        |                        |                        |                        |                        |                        |                        |                        |                        |                        |                        |
|                                          |                        |                        | 1900                   | 1911                   | 1920                   | 1930                   | 1940                   | 1950                   | 1960                   | 1970                   | 1981                   | 1991                   | 2001                   | 2011                   | 2021                   |
| 0-14 Anos                                | 0-14 Anos              | 0-14 Anos              | 2 918                  | 3 254                  | 3 288                  | 3 386                  | 3 616                  | 3 247                  | 3 158                  | 2 815                  | 2 589                  | 2 354                  | 1 830                  | 1 543                  | 1 161                  |
| 15-24 Anos                               | 15-24 Anos             | 15-24 Anos             | 1 348                  | 1 566                  | 1 570                  | 1 726                  | 1 564                  | 1 742                  | 1 524                  | 1 230                  | 1 638                  | 1 598                  | 1 583                  | 1 183                  | 1 027                  |
| 25-64 Anos                               | 25-64 Anos             | 25-64 Anos             | 3 923                  | 4 187                  | 4 156                  | 4 403                  | 4 526                  | 4 798                  | 4 892                  | 4 600                  | 4 517                  | 4 798                  | 5 107                  | 5 371                  | 4 952                  |
| = ou > 65 Anos                           | = ou > 65 Anos         | = ou > 65 Anos         | 628                    | 776                    | 808                    | 838                    | 929                    | 1 058                  | 1 284                  | 1 435                  | 1 647                  | 1 834                  | 2 064                  | 2 164                  | 2 366                  |

- Obs.: Número de habitantes "residentes", ou seja, que tinham a residência oficial neste concelho à data em que os censos  se realizaram.

- - De 1900 a 1950 os dados referem-se à população "de facto", ou seja, que estava presente no concelho à data em que os censos se realizaram. Daí que se registem algumas diferenças relativamente à designada população residente

| Freguesia                                         | População em 2021 | População em 2011 | População em 2001 |
| ------------------------------------------------- | ----------------- | ----------------- | ----------------- |
| Arcozelo das Maias                                | 1.221             | 1.364             | 1.617             |
| Pinheiro                                          | 1.115             | 1.277             | 1.369             |
| Ribeiradio                                        | 859               | 1.011             | 1.207             |
| S. João da Serra                                  | 409               | 524               | 643               |
| S. Vicente de Lafões                              | 749               | 756               | 793               |
| U.F. Arca e Varzielas                             | 559               | 718               | 821               |
| U.F. Destriz e Reigoso                            | 588               | 688               | 772               |
| U.F. Oliveira de Frades, Souto de Lafões e Sejães | 4.010             | 3.923             | 3.362             |

## Freguesias

Freguesias do município de Oliveira de Frades

Desde a reorganização administrativa de 2012/2013, o município de Oliveira de Frades é composto por 8 freguesias:
- Arca e Varzielas (situada na porção menor)
- Arcozelo das Maias
- Destriz e Reigoso
- Oliveira de Frades, Souto de Lafões e Sejães
- Pinheiro
- Ribeiradio
- São João da Serra
- São Vicente de Lafões

## Património
- Anta da Arca ou Anta do Espírito Santo d'Arca ou Pedra dos Mouros
- Pedra das Ferraduras Pintadas
- Anta de Antelas (pintada)

## Política

### Eleições autárquicas[6]
| Data | %       | V       | %       | V       | %     | V    | %            | V            | %              | V  | %              | V   | %              | V       | %              | V  | %  | V  | Participação |                |
| Data | PPD/PSD | PPD/PSD | CDS-PP  | CDS-PP  | PS    | PS   | FEPU/APU/CDU | FEPU/APU/CDU | AD             | AD | MPT            | MPT | PSD-CDS        | PSD-CDS | BE             | BE | NC | NC | Participação |                |
| ---- | ------- | ------- | ------- | ------- | ----- | ---- | ------------ | ------------ | -------------- | -- | -------------- | --- | -------------- | ------- | -------------- | -- | -- | -- | ------------ | -------------- |
| Data | 1976    | 53,73   | 3       | 28,55   | 2     | 9,45 | -            | 4,14         | -              |    |                |     |                |         |                |    |    |    |              | 68,49 / 100,00 |
| 1979 | AD      | AD      | AD      | AD      | 8,14  | -    | 4,69         | -            | 84,21          | 5  | 71,20 / 100,00 |     |                |         |                |    |    |    |              |                |
| 1982 | 64,65   | 4       | 20,32   | 1       | 11,18 | -    | 1,62         | -            |                |    | 77,05 / 100,00 |     |                |         |                |    |    |    |              |                |
| 1985 | 44,03   | 3       | 36,47   | 2       | 14,56 | -    | 2,64         | -            | 75,10 / 100,00 |    |                |     |                |         |                |    |    |    |              |                |
| 1989 | 45,38   | 2       | 32,79   | 2       | 17,33 | 1    | 2,02         | -            | 77,11 / 100,00 |    |                |     |                |         |                |    |    |    |              |                |
| 1993 | 49,90   | 3       | 4,20    | -       | 42,55 | 2    | 0,85         | -            | 0,00           | -  | 78,66 / 100,00 |     |                |         |                |    |    |    |              |                |
| 1997 | 59,07   | 4       | 5,46    | -       | 29,21 | 1    | 2,73         | -            |                |    | 73,00 / 100,00 |     |                |         |                |    |    |    |              |                |
| 2001 | 48,10   | 3       | 7,14    | -       | 40,61 | 2    | 1,31         | -            | 75,50 / 100,00 |    |                |     |                |         |                |    |    |    |              |                |
| 2005 | 49,45   | 3       | 2,86    | -       | 44,42 | 2    | 1,04         | -            | 77,79 / 100,00 |    |                |     |                |         |                |    |    |    |              |                |
| 2009 | 70,71   | 4       | 5,20    | -       | 19,55 | 1    | 1,77         | -            | 73,06 / 100,00 |    |                |     |                |         |                |    |    |    |              |                |
| 2013 | CDS-PP  | CDS-PP  | PPD/PSD | PPD/PSD | 15,72 | 1    | 2,74         | -            | 71,42          | 4  | 3,90           | -   | 61,64 / 100,00 |         |                |    |    |    |              |                |
| 2017 | CDS-PP  | CDS-PP  | PPD/PSD | PPD/PSD | 6,99  | -    | 2,67         | -            | 40,51          | 2  |                |     | 46,96          | 3       | 67,31 / 100,00 |    |    |    |              |                |
| 2021 | CDS-PP  | CDS-PP  | PPD/PSD | PPD/PSD | 6,54  | -    | 3,08         | -            | 45,35          | 3  | 41,30          | 2   | 69,39 / 100,00 |         |                |    |    |    |              |                |

### Eleições legislativas
| Data | %     | %     | %     | %     | %     | %     | %        | %     | %    | %     | %    | %   | %       | % | %  | %  |  |
| Data | CDS   | PSD   | PS    | PCP   | UDP   | AD    | APU/ CDU | FRS   | PRD  | PSN   | B.E. | PAN | PSD CDS | L | CH | IL |  |
| ---- | ----- | ----- | ----- | ----- | ----- | ----- | -------- | ----- | ---- | ----- | ---- | --- | ------- | - | -- | -- |  |
| Data | 1976  | 41,18 | 34,45 | 14,81 | 1,77  | 0,64  |          |       |      |       |      |     |         |   |    |    |  |
| 1979 | AD    | AD    | 13,80 | APU   | 1,05  | 74,69 | 3,85     |       |      |       |      |     |         |   |    |    |  |
| 1980 | AD    | AD    | FRS   | APU   | 0,41  | 77,08 | 2,58     | 15,37 |      |       |      |     |         |   |    |    |  |
| 1983 | 18,66 | 51,18 | 22,99 | APU   | 0,32  |       | 2,65     |       |      |       |      |     |         |   |    |    |  |
| 1985 | 20,25 | 45,28 | 18,90 | APU   | 0,53  | 3,37  | 6,72     |       |      |       |      |     |         |   |    |    |  |
| 1987 | 6,80  | 69,18 | 15,08 | CDU   | 0,13  | 1,76  | 1,23     |       |      |       |      |     |         |   |    |    |  |
| 1991 | 8,28  | 68,77 | 16,78 | CDU   |       | 1,64  | 0,34     | 1,23  |      |       |      |     |         |   |    |    |  |
| 1995 | 11,07 | 50,42 | 32,94 | CDU   | 0,24  | 1,65  |          | 0,25  |      |       |      |     |         |   |    |    |  |
| 1999 | 13,24 | 49,34 | 31,11 | CDU   |       | 1,94  | 0,22     | 0,77  |      |       |      |     |         |   |    |    |  |
| 2002 | 12,97 | 56,69 | 25,16 | CDU   | 1,24  |       | 1,28     |       |      |       |      |     |         |   |    |    |  |
| 2005 | 10,07 | 46,14 | 33,67 | CDU   | 2,17  | 2,90  |          |       |      |       |      |     |         |   |    |    |  |
| 2009 | 13,65 | 42,53 | 31,00 | CDU   | 2,72  | 5,04  |          |       |      |       |      |     |         |   |    |    |  |
| 2011 | 12,96 | 53,23 | 21,65 | CDU   | 2,56  | 2,51  | 0,65     |       |      |       |      |     |         |   |    |    |  |
| 2015 | PSD   | CDS   | 23,87 | CDU   | 3,39  | 6,63  | 0,72     | 56,72 | 0,23 |       |      |     |         |   |    |    |  |
| 2019 | 6,69  | 38,93 | 30,51 | CDU   | 2,34  | 8,03  | 2,03     |       | 0,45 | 0,69  | 0,47 |     |         |   |    |    |  |
| 2022 | 2,51  | 41,15 | 36,41 | CDU   | 1,64  | 2,68  | 0,96     | 0,60  | 7,83 | 2,39  |      |     |         |   |    |    |  |
| 2024 | AD    | AD    | 22,29 | CDU   | 40,90 | 1,18  | 2,23     | 1,00  | 1,66 | 22,18 | 2,40 |     |         |   |    |    |  |